# Westfalen-Therme
Die Westfalen-Therme ist ein Thermalbad in der ostwestfälischen Stadt Bad Lippspringe. Sie wurden Mitte der 1980er nach Plänen von Heribert Stork erbaut und gehört zur Unternehmensgruppe Stork.

## Einrichtungen
Die Westfalen-Therme Bad Lippspringe ist in verschiedene Bereiche unterteilt: die Wasser- und Erlebniswelt, das Saunaparadies auf drei Etagen, der Waldgarten und ein 600 m² großer Sole/Salz-Spa-Bereich. In diesem textilen Bereich findet der Erholungssuchende alles rund um das Thema Sole und Salz. Von einem Floatingbecken mit einer Temperatur von 36 Grad über eine Salzstollensauna mit Solevernebelung bis hin zu einem der wenigen Indoorgradierwerke in NRW verfügt das Areal über vielfältige Einrichtungen. Angrenzend an die Therme ist das der Unternehmensgruppe zugehörige Vital Hotel. In der Thermalwelt befinden sich vier Pools – innen und außen –, alle gefüllt mit Thermalwasser der Martinusquelle zwischen 30 °C und 34 °C. Des Weiteren gibt es ein Dampfbad, einen Ruheraum, einen Saunagarten und eine Sonnendachterrasse mit beheiztem Außenpool und Blick auf den Teutoburger Wald. Insgesamt verfügt die Westfalen-Therme Bad Lippspringe über eine Fläche von ca. 18.000 m².
Im Waldgarten befinden sich zwei Gebäude, das Sauna- und das Waldhaus, sowie ein großer Natursee. 
Das Saunahaus ist unterteilt in die Waldsauna (70 °C) und die Eventsauna (90 °C). Letztere ist mit 100 Quadratmetern die größte Sauna in Ostwestfalen-Lippe. Die Waldsauna befindet sich im oberen Stockwerk des Saunahauses und bietet einen Blick auf den Kurwald. 
Gegenüber dem Saunahaus befinden sich das Waldhaus und insgesamt drei Waldsuiten.  Diese können exklusiv von Gästen gebucht werden.
Das Herzstück des Waldgartens bildet der große Naturteich und der 33 Grad warme Thermalpool.

## Geschichte
Das Thermalbad wird mit Thermalwasser aus der Martinusquelle aus Bad Lippspringe gespeist. Diese ist die jüngste der Bad Lippspringer Quellen, die 1962 im Kurwaldbereich nordwestlich der Stadt erbohrt wurde. Die fluoridhaltige Calcium-Natrium-Sulfat-Hydrogencarbonat-Therme ist 27,8 Grad warm, weist eine Schüttung von 2.000 Liter pro Minute auf und gilt als Heilwasser.
Bad Lippspringe besitzt eine langjährige Badetradition. Mit der Eröffnung der Westfalen-Therme Mitte der 1980er Jahre wurde an diese Tradition angeknüpft. Die Martiniusquelle speist heute das Thermal-Freibad, das städtische Hallenbad sowie die private Westfalen-Therme.  In der zweiten Jahreshälfte 2010 wurden an der Westfalen-Therme umfangreiche Renovierungs- und Verbesserungsarbeiten durchgeführt, bei denen unter anderem ein neuer Ruhebereich im Asiastil und ein neuer Wasserspielplatz entstanden.

## Lage
Bad Lippspringe trägt seit 1982 als einziges Bad in Nordrhein-Westfalen gleich zwei der landesweit bedeutendsten Prädikate: „Staatlich anerkanntes Heilbad“ und „Heilklimatischer Kurort“.